# Johannes Janssonius
Johannes Janssonius, noto anche come Jan Janszoon o Jan Janssonius (Arnhem, 1588 – Amsterdam, 1664), è stato un cartografo, editore e incisore olandese.

## Biografia

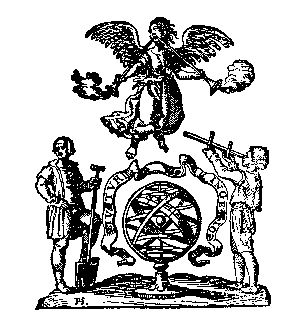
Marca tipografica di Janssonius

Nel 1612 si sposò con Elisabeth de Hondt, la figlia di Jodocus Hondius. Pubblicò le sue prime mappe di Francia e Italia nel 1616. Nel 1623 Janssonius possedeva una libreria a Francoforte sul Meno, in seguito anche a Danzica, Stoccolma, Copenaghen, Berlino, Königsberg, Ginevra e Lione. Elisabeth morì nel 1627 e Johannes si risposò con Carlier Elisabeth nel 1629. Nel 1630 formò una società con il cognato Henricus Hondius e insieme pubblicarono atlanti sotto il nome di Mercator / Hondius / Janssonius.
Sotto la guida di Janssonius l'Atlante di Hondius fu costantemente ampliato. Ribattezzato Atlas Novus, era costituito da tre volumi nel 1638, uno interamente dedicato all'Italia. Nel 1646 un quarto volume uscì con il titolo English County Maps e uscì un anno dopo una stampa simile di Willem Blaeu. Le mappe di Janssons sono simili a quelli di Blaeu, pertanto è spesso accusato di aver copiato dal suo rivale, ma molte delle sue mappe sono antecedenti a quelli di Blaeu e raffiguranti diverse regioni. Nel 1660, quando l'Atlante assunse il nome più consono di Atlas Major, i volumi arrivarono ad essere 11, contenenti il lavoro di un centinaio di autori e incisori accreditati. È inclusa una descrizione della "maggior parte delle città del mondo" (Townatlas), del mondo marino (Atlas maritimus in 33 mappe), e del mondo antico (60 mappe). L'undicesimo volume fu l'atlante del cielo di Andreas Cellarius. Edizioni sono state stampate in olandese, latino, francese, e un paio di volte in lingua tedesca.

## Opere principali
- Sueciæ, Norvegiæ et Daniæ Nova Tabula, Amsterdam ca. 1645. 47*55 cm.
- Tabula exactissima Regnorum Sueciæ et Norvegiæ (1636) which replaced Hondius II 1613
- Episcopatum Stavangriensis, Bergensis et Asloiensis Amsterdam 1636 – 1642 40*49 cm. The first map to show the Oslo Fjord by name. This nice map shows Southern Norway with the Stavanger bishopric and the adjoining area of the Bergen and Oslo bishoprics